# Repertuar językowy
Repertuar językowy (ang. linguistic repertoire) – zasób języków i odmian języka, którym posługuje się członek społeczności językowej.
W skład repertuaru językowego wchodzą języki opanowane w różnym zakresie i istotne z różnych względów (najbardziej efektywne dla pewnych celów, niosące ze sobą znaczenie emocjonalne, język przyswojony jako pierwszy). Do repertuaru językowego mogą należeć języki regionalne, języki poznane w szkole lub podczas pobytu za granicą. Repertuar językowy zmienia się w ciągu życia jednostki (dochodzi do nabywania nowych języków, zaniku języków wcześniej znanych). Repertuar językowy obejmuje także dialekty, style i rejestry.
O repertuarze językowym mówi się w wymiarze zarówno indywidualnym, jak i społecznym. Pojęcie to można odnieść do miejscowości lub większych ugrupowań społecznych.
Dobór środków językowych jest związany z normami językowymi i społecznymi. Repertuar językowy służy artykulacji różnych przynależności i form uczestnictwa w społeczeństwie.